# Oreolalax nanjiangensis
Oreolalax nanjiangensis är en groddjursart som beskrevs av Fei, Ye och Li 1999. Oreolalax nanjiangensis ingår i släktet Oreolalax och familjen Megophryidae. IUCN kategoriserar arten globalt som otillräckligt studerad. Inga underarter finns listade i Catalogue of Life.